# Алексєєва Єлизавета Георгіївна
Єлизавета Георгіївна Алексє́єва (рос. Елизавета Георгиевна Алексеева; нар. 22 червня 1901, Москва — пом. 18 лютого 1972, Москва) — російська радянська актриса, театральний режисер.

## Біографія
Народилася 9 (22) червня 1901 року в Москві. Навчалась у драматичній школі МХТ і в Студії Є. Вахтангова, де 1922 року розпочала сценічну діяльність. 1926 року стала актрисою Театру імені Вахтангова. Працювала також як режисер. Ставила спектаклі спільно з Рубеном Симоновим.
З 1930 року викладала в Театральному училищі імені Б. В. Щукіна (з 1946 року професор).
Померла в Москві 18 лютого 1972 року. Похована в Москві на Новодівочому кладовищі (ділянка № 3).

## Ролі
Роботи в театрі:
- Вірінея («Вірінея» Л. Сейфулліної та В. Правдухіна);
- Глафіра («Єгор Буличов та інші» М. Горького);
- Катерина («Гроза» О. Островського);
- Надія («Людина з рушницею» М. Погодіна);
- Галина Романівна («Пам'ять серця» О. Корнійчука);
- Анна Андріївна («Ревизор» М. Гоголя)

## Фільмографія
- 1938 — Дитинство Горького

## Відзнаки
- Нагороджена орденом Трудового Червоного Прапора (1946; в зв'язку з 20-річчям Театру імені Є. Б. Вахтангова);
- Заслужений діяч мистецтв РРФСР з 1946 року;
- Народна артистка РРФСР з 1947 року;
- Сталінська премія другого ступеня (за 1952 рік; за виконання ролі Глафіри в спектаклі «Єгор Буличов та інші» М. Горького);
- Народна артистка СРСР з 1971 року.